# Prieuré Saint-Aubin
Le prieuré Saint-Aubin est un prieuré situé aux Alleuds, en France.

## Localisation
Le prieuré est situé dans le département français de Maine-et-Loire, sur la commune des Alleuds.

## Description
Constituée d'une nef et d'un transept, l'église du prieuré est voûtée en croisée d'ogives. Sur le mur sud se trouve une fresque du XVIe siècle représentant le Christ portant la croix. La fresque mesure 4 mètres 50 de long, pour 1 mètre 55 de haut.

## Historique
L'édifice est inscrit au titre des monuments historiques en 1957.